# KV38
KV38 là một ngôi mộ Ai Cập cổ nằm trong Thung lũng của các vị Vua ở Ai Cập. Nó đã được sử dụng cho việc cải táng của vị Pharaon Thutmosis II của Vương triều 18, và là nơi đặt thi thể của ông được di chuyển từ KV20) bởi Thutmosis III.

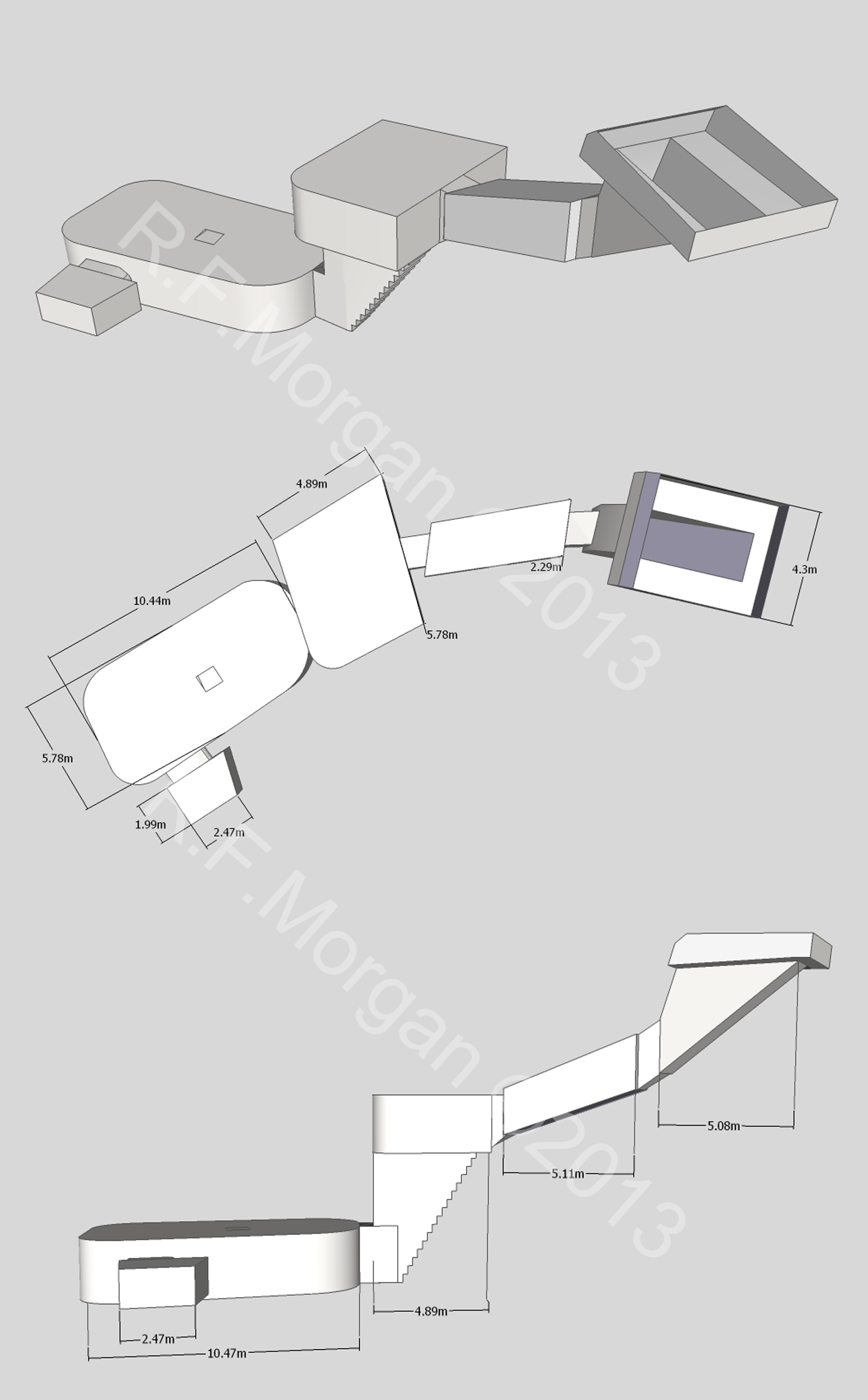
Hình ảnh của KV38 lấy từ một mô hình 3d

## Bản đồ vị trí các ngôi mộ
|  | Chủ đề Ai Cập cổ đại |